# 德州超導中心
德州超導中心（英語：Texas Center for Superconductivity，TcSUH）是位於美國德克薩斯州的一個國家級研究中心，隸屬於休士頓大學。

## 簡介
德州超導中心是一個相當大的跨領域超導材料研究中心，含括超過200位研究員、教授、博士後、博士生、碩士生、以及大學生等。成員屬於物理、化學、材料、化工、機械以及電機等相關科系。
除了負責開創和研發新的高溫超導材料外，在其基礎理論和應用方面均有卓著的貢獻。

## 研究領域
- 高溫超導體
- 能源材料及其應用
- 生醫影像和奈米醫學
- 奈米科學、材料、偵測器

## 外部連結
- 德州超導中心 （页面存档备份，存于）

29°43′29″N 95°20′42″W / 29.7247°N 95.3449°W